# Viterbe
 Viterbe  es una población y comuna francesa, ubicada en la región de Mediodía-Pirineos, departamento de Tarn, en el distrito de Castres y cantón de Saint-Paul-Cap-de-Joux.

## Demografía
| 263 | 254 | 258 | 223 | 234 | 254 |
| Para los censos de 1962 a 1999 la población legal corresponde a la población sin duplicidades (Fuente: INSEE [Consultar]) |     |     |     |     |     |